# Chris Raab

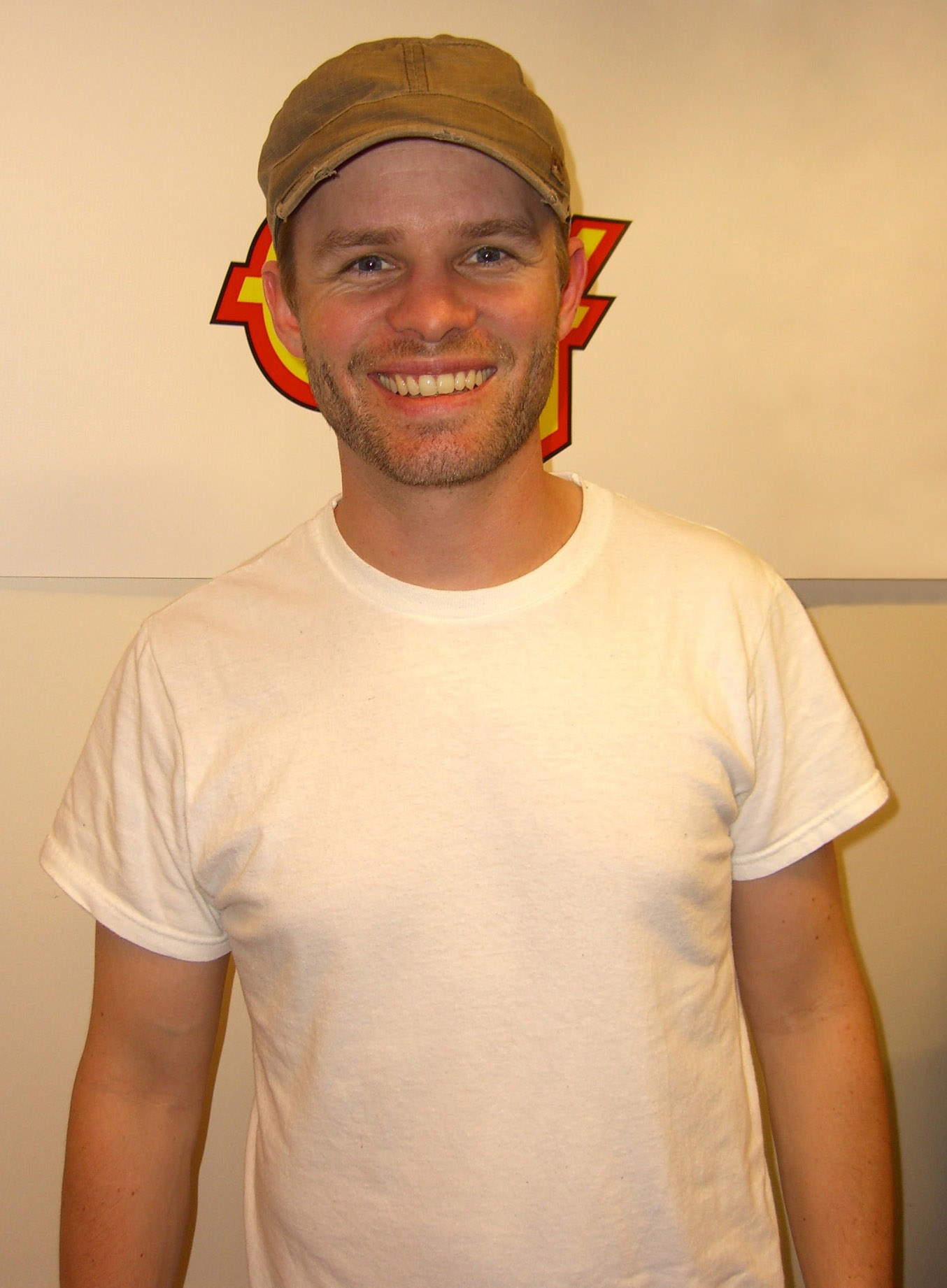
Chris Raab (2011)

Christian Joseph „Chris“ Raab (* 21. Mai 1980 in Willow Grove, Pennsylvania), alias Raab Himself, ist bekannt für seine Auftritte in den Videos der CKY-Serie, sowie den MTV-Serien Jackass und Viva La Bam.

## Fernsehserien
- Jackass (2000–2002)
- Viva La Bam (2003–2005)

## Filme
- Landspeed presents: CKY (1999)
- CKY2K (2000)
- Don't Try This at Home: The Steve-O Video (2001)
- CKY Documentary (2001)
- CKY3 (2001)
- Jackass: The Movie (2002)
- CKY4: Latest & Greatest (2002)
- CKY: Infiltrate, Destroy, Rebuild - The Video Album (2003)
- Haggard (2003)
- Hotdog Casserole (2007)
- Jackass Forever (2022)